# Sikkelpalpje
Het sikkelpalpje (Taranucnus setosus) is een spinnensoort in de taxonomische indeling van de hangmatspinnen (Linyphiidae).
Het dier komt uit het geslacht Taranucnus. Taranucnus setosus werd in 1863 beschreven door Octavius Pickard-Cambridge.